# Gozd Mau
Gozd Mau je gozdni kompleks v riftni dolini v Keniji. Je največji avtohtoni gorski gozd v vzhodni Afriki. Kompleks gozda Mau ima površino 273.300 hektarjev.
Gozdno območje ima nekaj najvišjih stopenj padavin v Keniji. Je največji drenažni bazen v Keniji. Številne reke izvirajo iz gozda, vključno z južnim Ewaso Ng'iro, reko Sondu, reko Mara in reko Njoro. Te reke napajajo Viktorijino jezero, jezero Nakuru in jezero Natron. Zahodna pobočja Mau roba pokriva gozd Mau.

## Rastlinstvo in živalstvo
Tipične drevesne vrste v gozdu Mau so Pouteria adolfi-friedericii, Strombosia scheffleri in Polyscias kikuyuensis. Tam najdemo tudi Olea capensis, afriški pigej  (Prunus africana), Albizia gummifera in širokolistni rumeni les Podocarpus latifolius.
Gozd Mau je habitat za številne vrste ptic, vključno s svilnatim turakom (Tauraco hartlaubi), gorska kanja (Buteo oreophilus), rjavim hudournik (Apus niansae), žolno Campethera tullbergi in ščinkavcem Linurgus olivaceus. V gozdnem območju živi tudi antilopa bongo (Tragelaphus eurycerus), rumenohrbti hulež (Cephalophus silvicultor), zlata mačka, orjaška gozdna svinja, leopard, hijene, bivol, črno-bele opice colobus in impala (Aepyceros melampus).

## Uničenje
Gozd so tradicionalno naseljevali ljudje Ogiek, katerih življenjski slog lovcev in nabiralcev je trajnosten. Zaradi priseljevanja iz drugih etničnih skupin pa je bil velik del gozdne površine izkrčen za poselitev. Človeške dejavnosti, zlasti sečnja, so od leta 1973 privedle do krčenja gozdov več kot četrtine površine. To je posledica povečane trgovine z ogljem v krajih, kot je mesto Narok in dobave hlodov za žage v okrožjih Baringo, Nakuru in Narok.
Leta 2008 je bila otvoritev hidroelektrarne Sondu-Miriu prestavljena zaradi nizkega vodostaja, ki naj bi bil posledica uničenja gozda Mau.

## Izselitve iz gozda Mau
Poleti 2008 je prišlo do političnega spora glede preselitve ljudi, ki so jim v času KANU (Kenya African National Union) v 1980-ih in 1990-ih tam dodelili zemljišče. Nekateri od naseljencev so bili znani politiki, kot sta Franklin Bett in Zakayo Cheruiyot. Leta 2004 je Paul Ndung’u izdal "Ndungu poročilo", v katerem je naštel te dodelitve zemljišč, jih označil za nezakonite in priporočil njihov preklic. Nekatere deložacije so bile izvedene med letoma 2004 in 2006 brez sheme preselitve.
15. julija 2008 je premier Raila Odinga izdal ukaz, da se te deložacije izvedejo do oktobra 2008, da bi zaščitili gozd pred uničenjem. Odredbi so nasprotovali številni politiki z območja Riftne doline, ki jih je vodil Isaac Ruto. Nekateri politiki na čelu s kmetijskim ministrom Williamom Rutom so predlagali, da bi jim vlada v primeru izselitev morala dodeliti zemljišča drugje.
Izselitve so se začele novembra 2009. Nekateri ugledni ljudje naj bi izgubili svojo zemljo, vključno z družinskimi člani nekdanjega predsednika Daniela arapa Moija. Ogrožena je tudi tovarna čaja Kiptagich v lasti nekdanjega predsednika Moija.